# You Oughta Know
«You Oughta Know» — лид-сингл канадской певицы Аланис Мориссетт с альбома 1995 года Jagged Little Pill.

## История
Песня возглавила американский чарт Billboard Modern Rock Tracks, а также попала на четвёртое место в Австралии и 22-е в Великобритании. Песня не была выпущена на физическом носителе, поэтому не могла попасть в Billboard Hot 100. Когда вышел сингл «You Learn» с би-сайдом «You Oughta Know (Live Grammy version)», Billboard писал в чарте «You Learn/You Oughta Know».
Участники группы Red Hot Chili Peppers Фли и Дэйв Наварро играли на бас-гитаре и гитаре. В 2010 году Наварро ответил на вопрос о песне на своем веб-сайте:

Мы с Фли записывали эту песню вместе. Она была уже готова, но с другими инструментами, и нас попросили немного переписать музыку, сделать ремикс. Структура песни осталась прежней, но не было направляющих треков, у нас был только её вокал. Было хорошее время, и мы джемовали до тех пор, пока нам самим не понравилось. Аланис тоже понравилось.Оригинальный текст (англ.)Flea and I did that song together in the studio. It was already written with different instrumentation and we were asked to kind of re-write the music; a lot like a re-mix. The structure of the song was in place but there were no guide tracks, we just had the vocal to work from. It was just a good time and we basically jammed until we found something we were both happy with. Alanis was happy too.
Песня получила две «Грэмми» («Лучшая рок-песня» и «Лучшее женское вокальное рок-исполнение»). Также была номинирована на «Песню года», но выиграла «Kiss from a Rose» Сила.
Песня была использована в игре Rock Band 2.
В декабре 2007 года канал VH1 назвал песню одной из «100 лучших песен 90-х» (#12).

## Видеоклип
Клип был снят в пустынном районе Лос-Анджелеса. Режиссёр клипа — Nick Egan.

## Список композиций
1. «You Oughta Know» (The Jimmy the Saint clean version) — 4:13
2. «You Oughta Know» (The Jimmy the Saint Blend) — 4:14
3. «Perfect» (acoustic version) — 3:04

## Позиции в чартах
| Чарт (1995)                           | Наивысшая позиция |
| ------------------------------------- | ----------------- |
| Australian ARIA Singles Chart         | 4                 |
| Canadian Singles Chart                | 20                |
| UK Singles Chart                      | 24                |
| U.S. Billboard Hot 100 Airplay        | 13                |
| U.S. Billboard Modern Rock Tracks     | 1                 |
| U.S. Billboard Mainstream Rock Tracks | 3                 |
| U.S. Billboard Top 40 Mainstream      | 7                 |
| Чарт (1996)                           | Наивысшая позиция |
| U.S. Billboard Hot 100                | 6                 |

## Кавер-версии
- 1997 — группа Off the Beat
- 2006 — The Killing Moon на сборнике Punk Goes 90’s
- 2009 — Бритни Спирс на нескольких концертах тура The Circus Starring Britney Spears
- 2009 — Бейонсе во время тура I Am... Tour
- 2010 — Corey TuT
- 2016 — группа Our Last Night